# Малабо
Мала́бо (ісп. Malabo Spanish: [maˈlaβo] ( прослухати)) — столиця Екваторіальної Гвінеї, на острові Біоко (Фернандо-По) Атлантичного океану. Адміністративний центр провінції Біоко. Населення — близько 300 тисяч жителів. Порт в затоці Біафра (частина Гвінейської затоки) — експорт какао, кави, фруктів. Міжнародний аеропорт. Лісопильні, деревообробні, харчовосмакові підприємства, виробництво пальмової олії і мила. Засноване в 1827 англійцями як поселення Порт-Кларенс (англ. Port Clarence). У 1843—1968 адміністративний центр Іспанської Гвінеї. До 1973 року — Са́нта-Ізабе́л (ісп. Santa Isabel [ˈsantajsaˈβel] ( прослухати), «Свята Ізабела»).

## Демографія
Малабо має відносно молоде населення. Приблизно 45 % населення молодше 15 років. Лише близько 4 % населення старше 65 років.

## Релігія
Місто переважно католицьке. Більше 80 % населення міста є католиками, а близько 4 % сповідують племінні вірування. Існують і деякі інші нечисленні християнські громади, такі як мормони і Свідки Єгови. У місті також живе певна кількість мусульман та юдеїв.

## Спорт
Головною спортивною спорудою Малабо і країни є стадіон «Нуево Естадіо де Малабо», який був збудований 2007 року та вміщає 15 250 глядачів. Стадіон є домашньою ареною Національної команди Екваторіальної Гвінеї з футболу і приймав матчі під час Кубка африканських націй 2012 року. Стадіон також є домашньою ареною футбольного клубу «Соні Ела Нгуема», який виступає в Прем'єр-лізі та 16 разів був чемпіоном країни і 7 разів — володарем Кубка країни.
Кубок африканських націй 2012 року було організовано спільно Габоном і Екваторіальної Гвінеєю. Одним з чотирьох місць проведення турніру був стадіон «Нуево Естадіо де Малабо», де були проведені шість матчів групового етапу (один матч групи A і п'ять матчів групи B), та один чвертьфінальний матч.
У Малабо також базуються футбольні клуби «Атлетіко», «Депортіво», «Леонес Вегетаріанос» (Прем'єр-ліга) та команди «Депортіво Лаге», «Кафе Банк Спортіф», «Пантери», «Ренасіменто» (Другий дивізіон).
Африканські ігри мали відбутися в Малабо у вересні 2019 року, проте через економічні проблеми місто відмовилося від їх проведення і змагання були перенесені до Касабланки (Марокко).

## Галерея

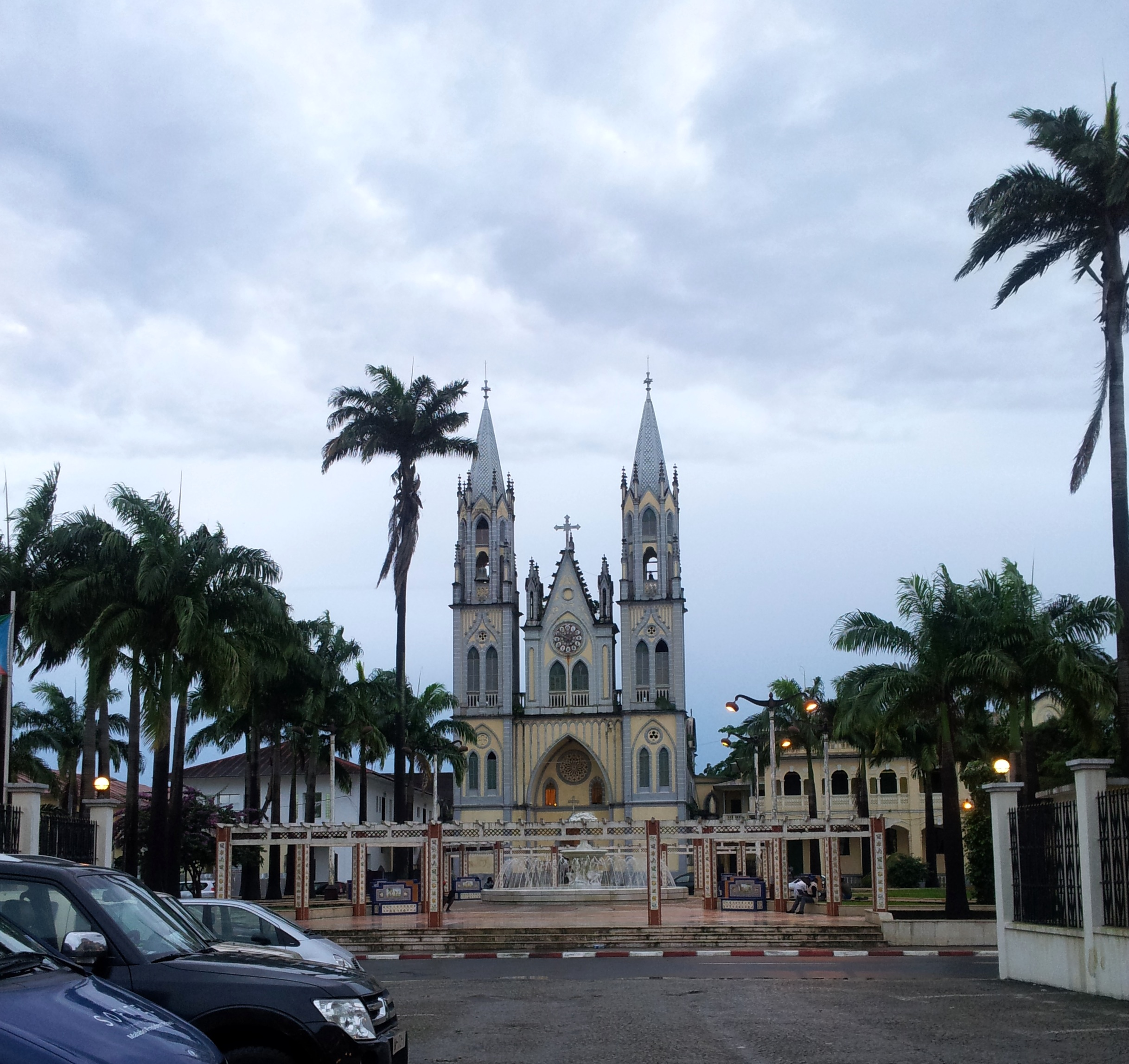
Собор Санта-Ізабел
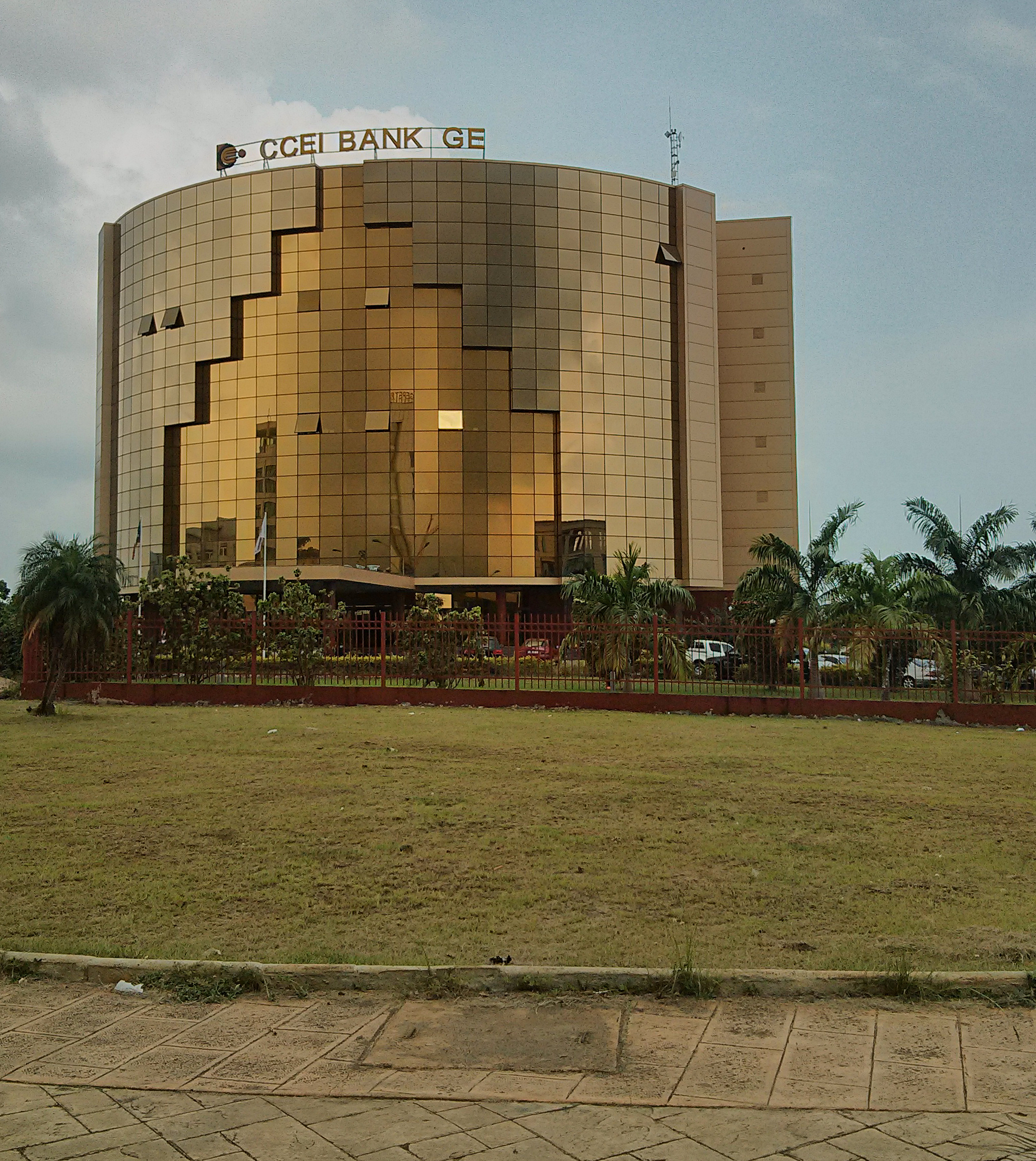
Будівля CCEI Bank GE
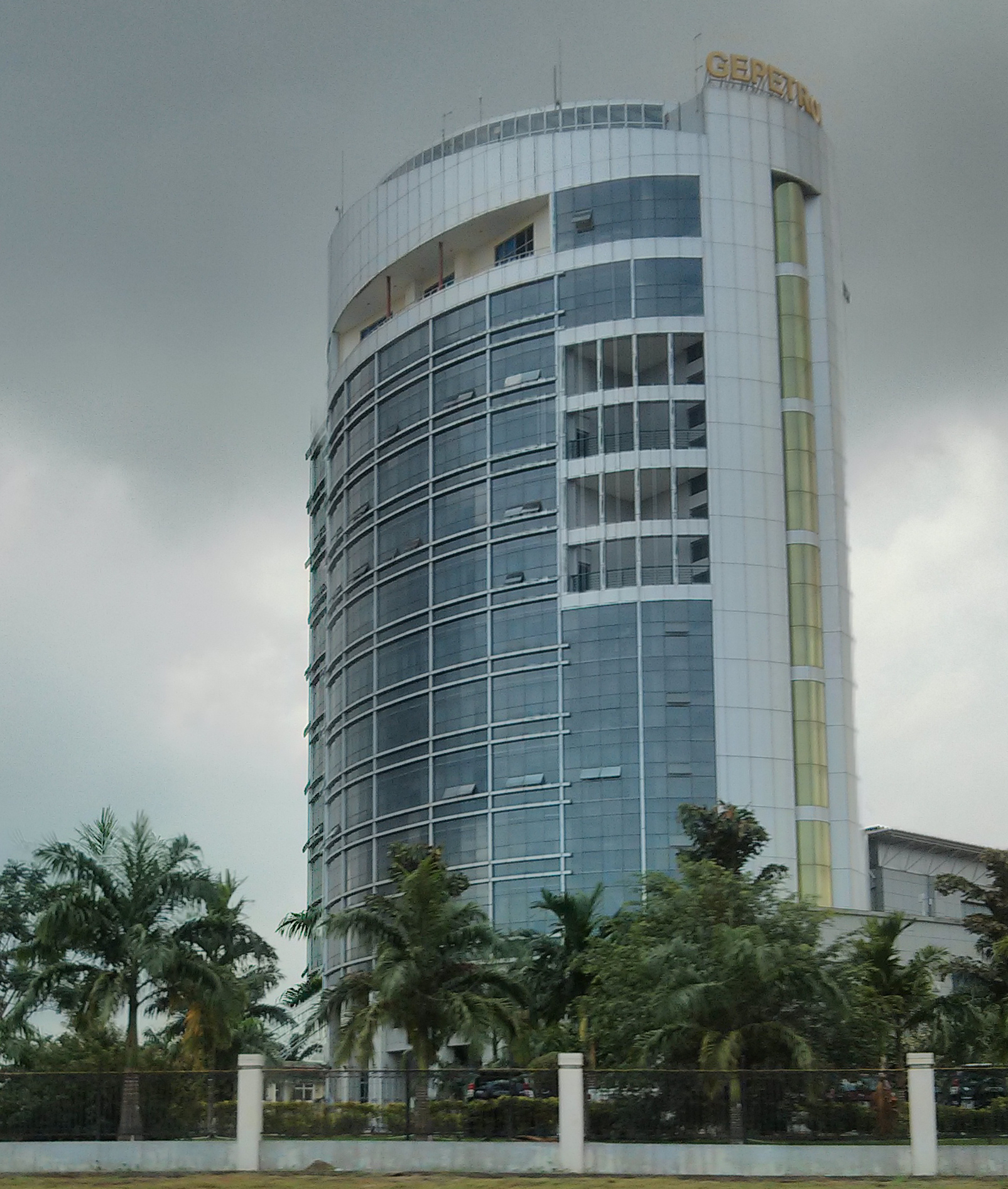
Штаб-квартира національної нафтової компанії GEPetrol
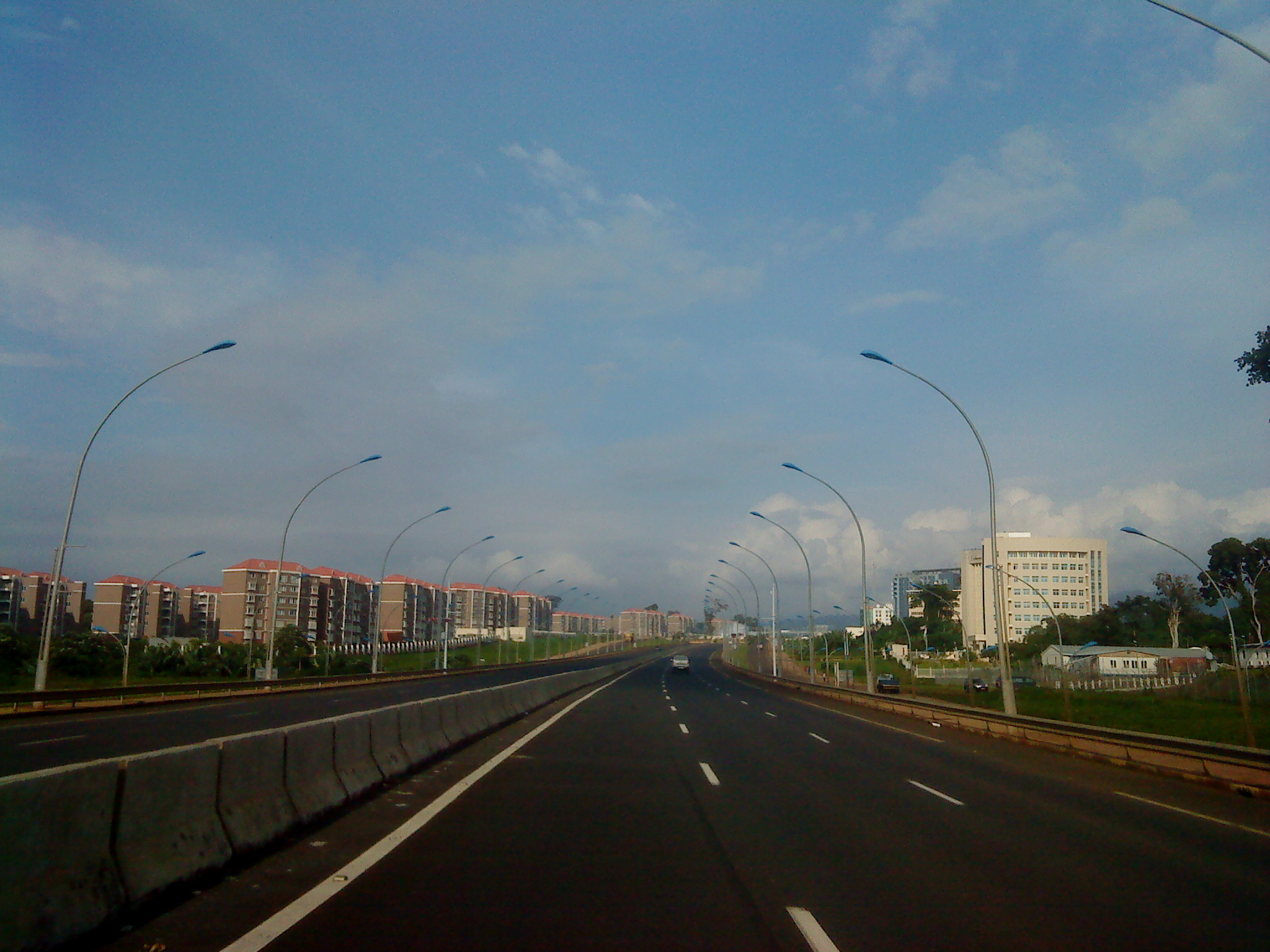
Автомагістраль в Малабо
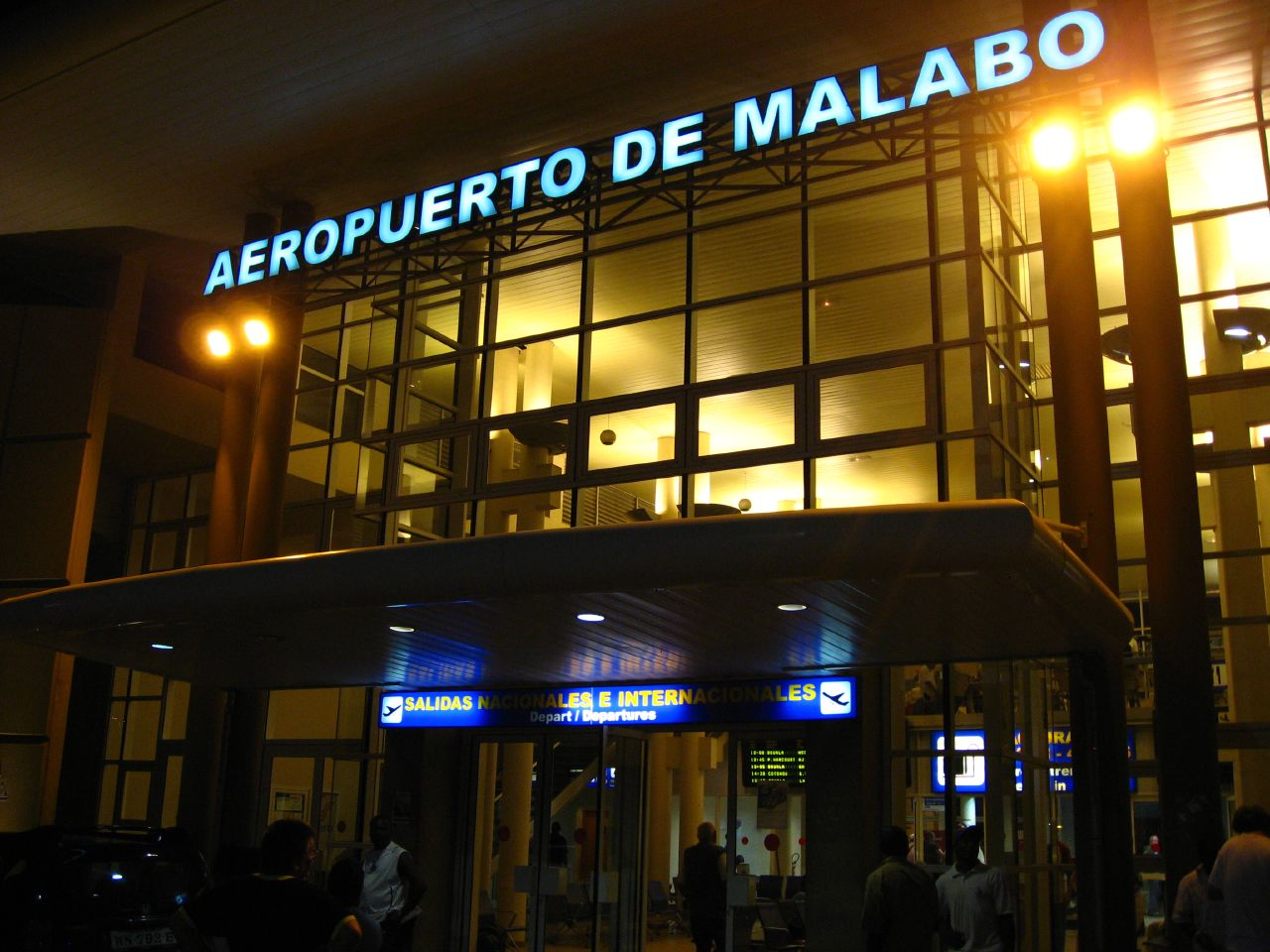
Аеропорт Малабо
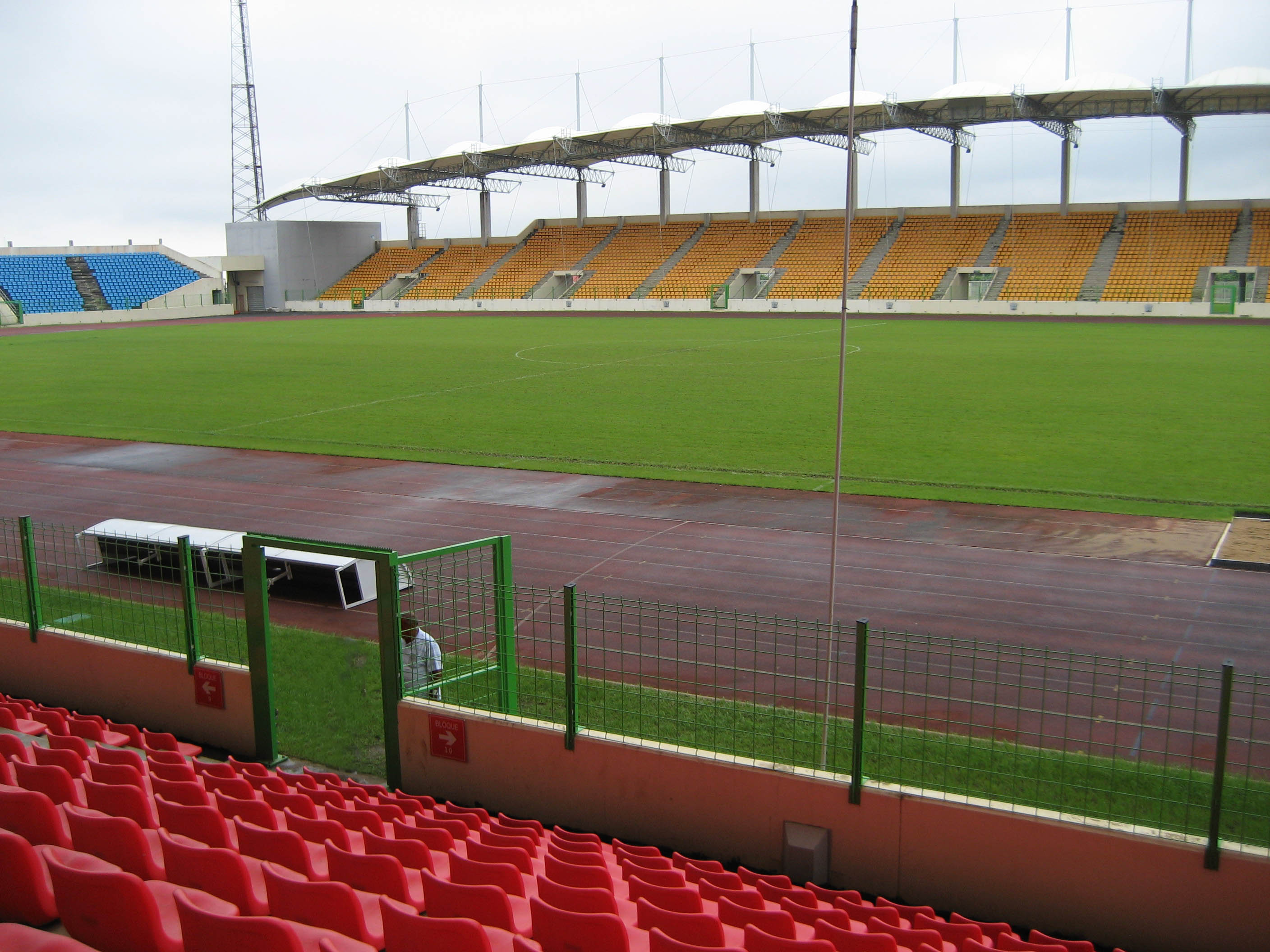
Стадіон «Нуево Естадіо де Малабо»

## Клімат
Малабо розташоване в зоні тропічного мусонного клімату (Am за класифікацією кліматів Кеппена). Місто має яскраво виражений, хоча і короткий, сухий сезон з грудня по лютий, з березня по листопад триває довгий, хмарний сезон дощів.
| Клімат Малабо                              | Клімат Малабо | Клімат Малабо | Клімат Малабо | Клімат Малабо | Клімат Малабо | Клімат Малабо | Клімат Малабо | Клімат Малабо | Клімат Малабо | Клімат Малабо | Клімат Малабо | Клімат Малабо | Клімат Малабо |
| Показник                                   | Січ.          | Лют.          | Бер.          | Квіт.         | Трав.         | Черв.         | Лип.          | Серп.         | Вер.          | Жовт.         | Лист.         | Груд.         | Рік           |
| Абсолютний максимум, °C                    | 32,7          | 35,3          | 34,0          | 34,0          | 32,6          | 32,0          | 30,0          | 30,5          | 31,0          | 31,0          | 31,7          | 32,5          | 35,3          |
| Середній максимум, °C                      | 30,2          | 31,3          | 30,9          | 30,5          | 30,1          | 28,7          | 27,7          | 27,7          | 28,0          | 28,4          | 29,3          | 29,8          | 29,4          |
| Середня температура, °C                    | 25,2          | 25,8          | 25,7          | 25,7          | 25,4          | 24,8          | 24,0          | 24,0          | 24,4          | 24,4          | 25,0          | 25,0          | 25,0          |
| Середній мінімум, °C                       | 20,3          | 20,3          | 20,5          | 20,9          | 20,8          | 20,8          | 20,4          | 20,3          | 20,8          | 20,5          | 20,6          | 20,3          | 20,5          |
| Абсолютний мінімум, °C                     | 17,0          | 16,5          | 15,5          | 16,5          | 15,0          | 18,0          | 17,1          | 15,0          | 18,5          | 17,6          | 19,0          | 17,5          | 15,0          |
| Середня кількість сонячних годин на місяць | 120,9         | 118,7         | 102,3         | 108,0         | 99,2          | 63,0          | 43,4          | 52,7          | 45,0          | 68,2          | 87,0          | 111,6         | 1020          |
| Норма опадів, мм                           | 39            | 34            | 118           | 186           | 179           | 223           | 263           | 181           | 262           | 231           | 92            | 30            | 1838          |
| Днів з опадами                             | 4             | 4             | 11            | 15            | 18            | 19            | 19            | 17            | 22            | 19            | 11            | 4             | 163           |
| Вологість повітря, %                       | 88            | 86            | 88            | 89            | 89            | 90            | 91            | 92            | 93            | 92            | 92            | 90            | 90            |
| ------------------------------------------ | ------------- | ------------- | ------------- | ------------- | ------------- | ------------- | ------------- | ------------- | ------------- | ------------- | ------------- | ------------- | ------------- |
| Джерело: Deutscher Wetterdienst            |               |               |               |               |               |               |               |               |               |               |               |               |               |